# Ruedi Wild
Ruedi Wild (* 3. April 1982 in Richterswil) ist ein ehemaliger Schweizer Duathlet und Triathlet. Er ist U23-Europameister (2005), mehrfacher Schweizer Meister (2011–2015), Olympiateilnehmer (2012) und Vizeweltmeister auf der Triathlon-Langdistanz (2018). Er führt die Bestenliste Schweizer Triathleten auf der Ironman-Distanz an.

## Werdegang
Ruedi Wild war seit dem Jahr 2000 Mitglied der Schweizerischen Triathlon-Nationalmannschaft und startete im Elite-B-Kader. Er war Mitglied des Swiss Triathlon Team London 2012. 2003 wurde er U23-Vizeeuropameister Duathlon.

### U23-Europameister Triathlon 2005
2005 wurde Wild U23-Europameister Triathlon.
2009 und 2010 wurde er mit dem Schweizer Team Triathlon-Weltmeister in der Team-Sprint-Wertung.
Im August 2011 wurde er mit der Schweizer Mannschaft in Lausanne Vizeweltmeister und eine Woche später Schweizer Meister Triathlon auf der olympischen Distanz (1,5 km Schwimmen, 40 km Radfahren und 10 km Laufen). 2012 konnte er diesen Erfolg wiederholen.

### Olympische Spiele 2012
Im Juni 2012 qualifizierte er sich für die Olympischen Spiele und ging in London zusammen mit Nicola Spirig, Daniela Ryf und Sven Riederer für die Schweiz an den Start. Er erreichte den 39. Rang.
Im August 2013 holte er zum dritten Mal in Folge den Titel des Schweizer Meisters Triathlon auf der olympischen Distanz.

### Schweizer Meister Duathlon 2014
In Zofingen wurde er im Mai 2015 nach 2014 zum zweiten Mal Schweizer Duathlon-Meister, und nur eine Woche später wurde er Vierter bei der Europameisterschaft auf der Triathlon-Mitteldistanz. Im Juni gewann er den Ironman 70.3 Switzerland, nachdem er hier im Vorjahr Zweiter geworden war, und er wurde in Schweden Vierter bei der Weltmeisterschaft auf der Triathlon-Langdistanz. Im August wurde er im österreichischen Bundesland Salzburg auf der Mitteldistanz Elfter bei der Ironman-70.3-Weltmeisterschaft im Rahmen des Ironman 70.3 Zell am See-Kaprun.

### Triathlon-Langdistanz seit 2016
Im April 2016 startete er erstmals auf der Ironman-Distanz (3,86 km Schwimmen, 180,2 km Radfahren und 42,195 km Laufen) und belegte beim Ironman South Africa den sechsten Rang. Bei den Schweizer Meisterschaften konnte er sich im Juni 2016 in Rapperswil-Jona mit dem zweiten Rang im Ironman 70.3 Switzerland den Titel auf der Mitteldistanz sichern (1,9 km Schwimmen, 90 km Radfahren und 21 km Laufen), und in Italien konnte er nur eine Woche später auch den zweiten Sieg in einem Ironman-70.3-Rennen holen. Im September wurde er in Australien Dritter bei den Ironman 70.3 World Championships. Auf Hawaii ging er im Oktober 2016 erstmals beim Ironman Hawaii (Ironman World Championships) an den Start und belegte den 21. Rang.
Im Mai 2017 wurde er in Zofingen zum dritten Mal Schweizer Meister Duathlon und im Juli Zweiter beim Ironman Switzerland. Im Juli 2018 wurde er in Dänemark Vizeweltmeister auf der ITU-Langdistanz. Bei den Ironman World Championships belegte er im Oktober als bester Schweizer mit persönlicher Bestzeit auf der Ironman-Distanz in 8:14:31 h den 14. Rang.
Anfang Mai 2021 wurde der 39-Jährige auf der Mitteldistanz Zweiter in Mexiko bei der Challenge Cancun und vier Wochen später Sechster bei der Erstaustragung der Challenge St. Pölten. Im September wurde er Dritter bei der Erstaustragung des Ironman Switzerland in Thun. Im November wurde er Zweiter im Ironman Mexico, und nach 7:36:35 Stunden mit persönlicher Bestzeit auf der Ironman-Distanz trug er sich als Drittschnellster in die Weltbestenliste ein. Von der Professional Triathletes Organisation (PTO) wird diese Zeit allerdings nicht anerkannt, da die Strecken beim Schwimmen und Laufen als irregulär eingestuft wurden. Nach diesem Ironman in Cozumel erklärte Wild seine Profikarriere im Triathlon nach 20 Jahren für beendet.

### Privates
Ruedi Wild lebt in Samstagern. Im Mai 2017 wurde sein Sohn  geboren.

## Auszeichnungen
- Swiss Triathlon Award 2017 (Schweizer Triathlet des Jahres)[5]

## Sportliche Erfolge
| Datum/Jahr    | Rang | Wettbewerb                             | Austragungsort | Zeit     | Bemerkung |
| ------------- | ---- | -------------------------------------- | -------------- | -------- | --- |
| 21. Mai 2017  | 1    | Schweizer Duathlon-Meisterschaften     | Zofingen       | 01:30:46 | Schweizer Meisterschaft beim Intervall-Duathlon                                                                           |
| 17. Mai 2015  | 1    | Schweizer Duathlon-Meisterschaften     | Zofingen       | 01:30:44 | Schweizer Meisterschaft beim Intervall-Duathlon (4 km Laufen, 16 km Radfahren, 4 km Laufen, 16 km Radfahren, 4 km Laufen) |
| 18. Mai 2014  | 1    | Schweizer Duathlon-Meisterschaften     | Zofingen       | 01:29:09 | |
| 25. Okt. 2003 | 2    | ETU Duathlon European Championship U23 | Varallo-Sesia  | 01:57:07 | |

| Datum/Jahr    | Rang | Wettbewerb                                           | Austragungsort  | Zeit       | Bemerkung |
| ------------- | ---- | ---------------------------------------------------- | --------------- | ---------- | --- |
| 8. Aug. 2021  | 2    | Ironman 70.3 Switzerland                             | Rapperswil-Jona | 03:48:20   | |
| 30. Mai 2021  | 6    | Challenge St. Pölten                                 | St. Pölten      | 03:51:08   | |
| 2. Mai 2021   | 2    | Challenge Cancun                                     | Cancun          | 03:50:37   | |
| 24. Nov. 2019 | 1    | Laguna Phuket Triathlon                              | Phuket          | 02:21:07   | [ 6 ] |
| 8. Sep. 2019  | DNF  | Ironman 70.3 World Championships                     | Nizza           | –          | Aufgabe auf der Laufdistanz nach Dehydration                                                                            |
| 25. Aug. 2019 | 3    | Trans Vorarlberg Triathlon                           | Bregenz         |            | |
| 17. Juni 2018 | 4    | Ironman 70.3 European Championships                  | Helsingør       | 03:44:46   | Ironman 70.3 European Championships beim Ironman 70.3 Elsinore                                                          |
| 15. Apr. 2018 | 6    | Challenge Roma                                       | Rom             | 03:26:00   | «Mitteldistanz» (unklare Streckenangaben)                                                                               |
| 2. Feb. 2018  | 3    | Ironman 70.3 Dubai                                   | Dubai           | 03:42:42   | |
| 18. Juni 2017 | 8    | Ironman 70.3 Elsinore                                | Helsingør       | 03:50:03   | Ironman 70.3 European Championships                                                                                     |
| 11. Juni 2017 | 1    | Ironman 70.3 Switzerland                             | Rapperswil-Jona | 03:49:38   | zweiter Sieg nach 2015                                                                                                  |
| 19. März 2017 | 1    | Ironman 70.3 Taiwan                                  | Kenting         | 03:42:54   | |
| 12. März 2017 | 1    | Ironman 70.3 Subic Bay Philippines                   | Philippinen     | 03:48:24   | [ 7 ] |
| 27. Jan. 2017 | 3    | Ironman 70.3 Dubai                                   | Dubai           | 03:44:59   | Dritter auf der Mitteldistanz                                                                                           |
| 4. Sep. 2016  | 3    | Ironman 70.3 World Championships                     | Mooloolaba      | 03:44:40   | [ 8 ] |
| 23. Juli 2016 | 1    | 5150 Zürich                                          | Zürich          | 01:52:38   | |
| 12. Juni 2016 | 1    | Ironman 70.3 Italy                                   | Pescara         | 03:59:03   | |
| 5. Juni 2016  | 1    | Schweizer Triathlon-Meisterschaften Mitteldistanz    | Rapperswil-Jona | 03:52:33   | als Zweiter beim Ironman 70.3 Switzerland                                                                               |
| 22. Mai 2016  | 2    | Ironman 70.3 Austria                                 | St. Pölten      | 03:54:33   | |
| 5. Dez. 2015  | 2    | Ironman 70.3 Bahrain                                 | Manama          | 03:12:26   | drittes Rennen der «Challenge Triple-Crown-Serie» – das Rennen musste witterungsbedingt als Duathlon ausgetragen werden |
| 29. Nov. 2015 | 1    | Challenge Laguna Phuket                              | Phuket          | 03:54:45   | erfolgreiche Titelverteidigung                                                                                          |
| 22. Nov. 2015 | 2    | Laguna Phuket Triathlon                              | Phuket          | 02:32:57   | 1,8 km Schwimmen, 55 km Radfahren und 12 km Laufen                                                                      |
| 30. Aug. 2015 | 11   | Ironman 70.3 World Championships                     | Zell am See     | 04:01:34   | Ironman-70.3-Weltmeisterschaft                                                                                          |
| 9. Aug. 2015  | 3    | Ironman 70.3 Germany                                 | Wiesbaden       | 04:06:53   | [ 11 ] |
| 18. Juli 2015 | 2    | 5150 Zürich                                          | Zürich          | 01:50:48   | |
| 7. Juni 2015  | 1    | Ironman 70.3 Switzerland                             | Rapperswil-Jona | 03:51:27   | |
| 24. Mai 2015  | 4    | ETU Middle Distance Triathlon European Championships | Rimini          | 04:08:12   | Europameisterschaft auf der Mitteldistanz im Rahmen der Challenge Rimini                                                |
| 27. Feb. 2015 | 25   | Challenge Dubai                                      | Dubai           | 03:57:59   | beim ersten Rennen der «Challenge Triple-Crown-Serie»                                                                   |
| 30. Nov. 2014 | 1    | Challenge Laguna Phuket                              | Phuket          | 04:02:43   | |
| 16. Nov. 2014 | 3    | Challenge Shepparton                                 | Shepparton      | 03:51:49   | |
| 31. Aug. 2014 | 2    | Hy-Vee Triathlon 5150                                | Des Moines      | 01:45:01   | U.S. Championships |
| 10. Aug. 2014 | 4    | Ironman 70.3 Germany                                 | Wiesbaden       | 04:09:33   | Vierter bei der Europameisterschaft über die halbe Ironman-Distanz                                                      |
| 26. Juli 2014 | 2    | 5150 Zürich                                          | Zürich          | 01:47:46   | European Championships                                                                                                  |
| 20. Juli 2014 | 2    | Schweizer Triathlon-Meisterschaften                  | Genf            | 01:58:48   | Schweizer Vizemeister hinter Sven Riederer – im Rahmen des ETU Triathlon European Cup                                   |
| 4. Mai 2014   | 3    | Ironman 70.3 St. Croix                               | Saint Croix     | 04:10:12   | |
| 1. Juni 2014  | 2    | Ironman 70.3 Switzerland                             | Rapperswil-Jona | 03:45:31   | [ 13 ] |
| 27. Apr. 2014 | 1    | 5150 St. Anthony’s Triathlon                         | St. Petersburg  | 01:46:46   | |
| 15. März 2014 | 3    | Abu Dhabi International Triathlon                    | Abu Dhabi       | 03:16:59   | auf der Kurzdistanz |
| 24. Nov. 2013 | 1    | Laguna Phuket Triathlon                              | Phuket          | 02:34:41   | |
| 5. Okt. 2013  | 4    | Ironman 70.3 Lanzarote                               | Lanzarote       | 04:16:07   | |
| 8. Sep. 2013  | 11   | Ironman 70.3 World Championships                     | Las Vegas       | 04:00:21   | Ironman-70.3-Weltmeisterschaft                                                                                          |
| 1. Sep. 2013  | 8    | Hy-Vee Triathlon 5150                                | Des Moines      | 01:48:54   | U.S. Championships |
| 4. Aug. 2013  | 1    | Schweizer Triathlon-Meisterschaften                  | Nyon            | 02:01:17   | dritter Sieg in Folge bei Schweizer Meisterschaften                                                                     |
| 27. Juli 2013 | 3    | 5150 Zürich                                          | Zürich          |            | European Championships                                                                                                  |
| 23. Juni 2013 | 1    | Sempachersee-Triathlon                               | Nottwil         | 00:59:21   | 750 m Schwimmen, 20 km Radfahren und 5 km Laufen                                                                        |
| 9. Juni 2013  | 2    | 5150 Klagenfurt                                      | Klagenfurt      | 01:54:39   | |
| 2. Dez. 2012  | 2    | Ironman 70.3 Asia Pacific                            | Phuket          | 04:07:17   | |
| 25. Nov. 2012 | 1    | Laguna Phuket Triathlon                              | Phuket          | 02:29:22,9 | |
| 20. Okt. 2012 | 3    | Ironman 70.3 Mandurah                                | Mandurah        |            | |
| 15. Sep. 2012 | 1    | Schweizer Triathlon-Meisterschaften                  | Murten          |            | [ 15 ] |
| 7. Aug. 2012  | 39   | Olympische Sommerspiele 2012                         | London          | 01:51:10   | |
| 10. Juni 2012 | 1    | 5150 Klagenfurt                                      | Klagenfurt      | 02:00:12   | |
| 19. Sep. 2011 | 6    | ITU Triathlon World Championship Series 2011         | Yokohama        | 01:50:17   | Das Ergebnis des Rennens sollte schon für die Wertung der Saison 2012 berücksichtigt werden.                            |
| 28. Aug. 2011 | 1    | Schweizer Triathlon-Meisterschaften                  | Uster           |            | Schweizer Meister auf der olympischen Distanz (1,5 km Schwimmen, 40 km Radfahren und 10 km Laufen)                      |
| 21. Aug. 2011 | 2    | ITU Triathlon Team Sprint World Championship         | Lausanne        |            | bei der Team-Weltmeisterschaft – zusammen mit Nicola Spirig, Melanie Annaheim und Sven Riederer                         |
| 22. Aug. 2010 | 1    | ITU Triathlon Team Sprint World Championship         | Lausanne        |            | Triathlon-Team-Weltmeister – zusammen mit Nicola Spirig, Daniela Ryf und Sven Riederer                                  |
| 28. Juni 2009 | 1    | ITU Triathlon Team Sprint World Championship         | Des Moines      |            | Triathlon-Team-Weltmeister – zusammen mit Magali Di Marco Messmer, Daniela Ryf und Lukas Salvisberg                     |
| 23. Juni 2007 | 1    | Züri Triathlon                                       | Zürich          |            | |
| 17. Juli 2005 | 1    | ETU Triathlon European Championship U23 Men          | Sofia           |            | U23-Europameister |

| Datum/Jahr    | Rang | Wettbewerb                                      | Austragungsort | Zeit     | Bemerkung                                                                 |
| ------------- | ---- | ----------------------------------------------- | -------------- | -------- | ------------------------------------------------------------------------- |
| 21. Nov. 2021 | 2    | Ironman Mexico                                  | Cozumel        | 07:36:35 | persönliche Bestzeit auf der Ironman-Distanz                              |
| 5. Sep. 2021  | 3    | Ironman Switzerland                             | Thun           | 07:49:35 | verkürzte Schwimmdistanz                                                  |
| 14. Mai 2019  | DNF  | ITU Long Distance Triathlon World Championships | Pontevedra     | –        |                                                                           |
| 13. Okt. 2018 | 14   | Ironman Hawaii                                  | Hawaii         | 08:14:31 | Ironman World Championships; persönliche Bestzeit auf der Ironman-Distanz |
| 14. Juli 2018 | 2    | ITU Long Distance Triathlon World Championships | Fyn            | 05:22:13 | Vizeweltmeister auf der Triathlon-Langdistanz                             |
| 28. Apr. 2018 | 7    | Ironman Texas                                   | The Woodlands  | 07:50:19 | verkürzter Radkurs                                                        |
| 14. Okt. 2017 | 16   | Ironman Hawaii                                  | Hawaii         | 08:28:27 |                                                                           |
| 30. Juli 2017 | 2    | Ironman Switzerland                             | Zürich         |          |                                                                           |
| 8. Okt. 2016  | 21   | Ironman Hawaii                                  | Hawaii         |          | Ironman World Championship                                                |
| 10. Apr. 2016 | 6    | Ironman South Africa                            | Port Elizabeth | 08:24:47 |                                                                           |
| 27. Juni 2015 | 4    | ITU Long Distance Triathlon World Championships | Motala         | 04:55:42 | Triathlon-Weltmeisterschaft auf der Langdistanz                           |

(DNF – Did Not Finish)